# Visor de imágenes

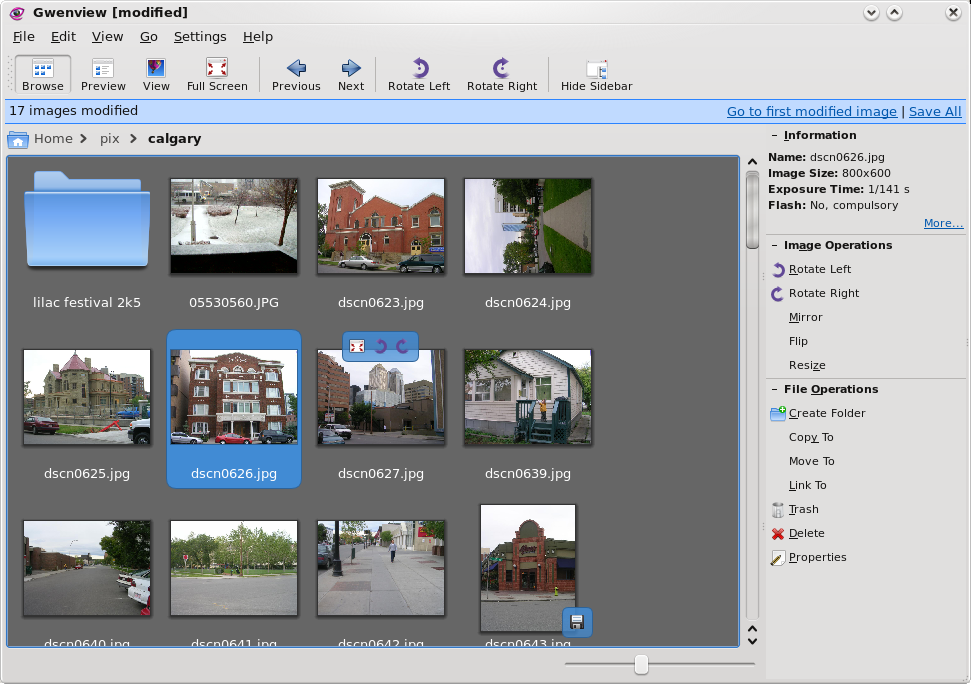
Captura del visor de imágenes Gwenview.

Un visor de imágenes es una aplicación informática que permite mostrar imágenes digitales guardadas en un disco local o -también- remotamente, asimismo puede manejar varios formatos de imágenes. Este tipo de software dibuja la imagen de acuerdo a las propiedades disponibles de la pantalla tales como profundidad de color y resolución de pantalla.
Además, se pueden usar editores de gráficos rasterizados (tales como GIMP, Krita o Adobe Photoshop) para ver imágenes. Estas herramientas tienen una mayor funcionalidad para la edición de imágenes, sin embargo estas características no son necesarias para ver imágenes. Muchos visores de imágenes cuentan con capacidades extras, como por ejemplo editar imágenes o la de navegar por los directorios que contengan imágenes.

## Visores comunes de imágenes
Entre los visores más comunes de imágenes se pueden nombrar:

### Windows
- Explorador de archivos - gestor de archivos con una funcionalidad imbuida para ver imágenes
- Visualizador de fotos de Windows para Windows 7 y versiones posteriores (Visor de imágenes y fax de Windows para Windows XP y Windows Server 2003
- Windows Photo Gallery
- IrfanView
- XnView
- ACDSee
- Phase One Media Pro

### Como Unix
- Gwenview
- XnView
- gThumb
- Eye of GNOME.

### Basados en Web
- Picasa, visor y organizador de imágenes gratuito que puede ser integrado a otras aplicaciones de Google (Google+ y Gmail)